# Zborov nad Bystricou

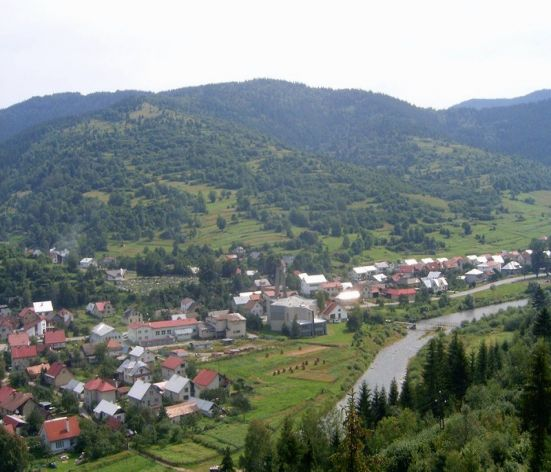
Zborov nad Bystricou

Zborov nad Bystricou (Hongaars: Felsőzboró) is een Slowaakse gemeente in de regio Žilina, en maakt deel uit van het district Čadca.
Zborov nad Bystricou telt 2.247 inwoners.